# Hugo Meinhard Schiechtl
Hugo Meinhard Schiechtl (Innsbruck, Áustria, 17 de março de 1922 - 15 de junho de 2002) foi um arquiteto, engenheiro, botânico, professor e pintor austríaco.
Destacou-se por descrever, pintar e inventariar a vegetação alpina e, especialmente, pelos seus trabalhos no controle de processos erosivos e perenização de cursos de água e estabilização de encostas utilizando-se de medidas vegetativas. Neste aspecto foi responsável por criar um novo domínio de investigações e trabalho, a Engenharia Natural.
Recebeu o título de doutor honoris causa pela Universität für Bodenkultur.

## Publicações
- SCHIECHTL, H.M.
  - (1954): Die Folgen der Entwaldung am Beispiel des Finsingtales in Nordtirol. Centralblatt f. d. ges. Forstwesen H 1/2, Wien.
  - (1954): Systematik und Technik der Grünverbauung von Blaiken. Vereinszeitschrift d. Dipl.Ing. d. Wildbachverbauung, 5, Wien.
  - (1955): Bautypen- Benennung und -Systematik bei der Grünverbauung, Allg. Forstzeitung,21/22, Wien.
  - (1958): Grundlagen der Grünverbauung. Mitt. d. Forstl. Bundesvers. Anstalt, 55, 273 pp.,Österr. Agrarverl. Wien.
- REISIGL H., H. PITSCHMANN & H.M. SCHIECHTL
  - (1958): Bilderflora der Südalpen. 299 pp., G. Fischer,Stuttgart.
- SCHIECHTL, H.M.
  - (1960): Kampf dem Ödland, der heutige Stand der Grünverbauung und die Möglichkeiten ihrer Anwendung. Natur und Land , 3, München.
  - (1961): Die Vegetationskartierung im Rahmen der Wiederbewaldungsprobleme in der subalpinen Stufe, Vegetationskarte 1:37.500 des Gurglertales (Ötztal). Mitt. d. Forstl. Bundesvers. Anst., 59: 21 - 32, Wien.
  - (1962): Die Bekämpfung von Rutschungen mit Hilfe der Grünverbauung, Jahrb. des Vereins zum Schutze der Alpenpflanzen und –tiere, 27: 89 – 97, München.
  - (1962): Zwei neue Methoden der Grünverbauung zur Befestigung der Böschungen beim Bau der Brennerautobahn. Österr. Ingenieurzeitschr., 107, 5: 234 – 241. Wien.
  - (1962): Einige ausgewählte Ergebnisse aus der Forschungsarbeit für Grünverbauung und über den heutigen Stand ihrer Anwendung in Österreich. Grünverbau im Straßenbau, 51: 46 – 53 , Bad Godesberg.
  - (1963): Studien über die Entwaldung im Kilikischen Ala Dag (mittlerer Taurus in Kleinasien), Ber. Nat. – Med. Verein Innsbruck, Festschr. Helmut Gams, 53: 173 - 192.
  - (1964): Die Saat auf Strohdeckschicht, eine Methode zur raschen Befestigung von Böschungen. Allg. Forstzeitung ,75, 5/6: 51 – 54, Wien.
  - (1964): Die Saat auf Strohdeckschicht, eine neue Methode der Ingenieurbiologie zur raschen Begrünung von Rutschhängen. Acta Botanica Croatica, vol. extraord.: 103 – 110, Zagreb.
  - (1965): Grundsätzliche Überlegungen zur Hangsicherung durch Grünverbau. Zeitschr. f. Kulturtechn. u. Flurbereinigung, 6, 3: 136- 145, Wien. © Naturwiss.-med. Ver. Innsbruck; download unter www.biologiezentrum.at 318
  - (1965): Die Vegetationskartierung des Finsingtales (Nortirol) als Grundlage für Abflussuntersuchungen und Hochlagenaufforstung. Mitt. d. Forstl. Bundesvers. Anst., 66: 53 – 89, Wien.
  - (1965): Der jüngste Stand der Ingenieurbiologie im Forstwesen. Allg. Forstzeitung, 76: 224 – 226, Wien.
- REISIGL H., H. PITSCHMANN & H.M. SCHIECHTL
  - (1965): Bilderflora der Südalpen. 299 pp.,G. Fischer, Stuttgart. 2. Auflage
- SCHIECHTL, H.M., R. STERN & E. H. WEISS
  - (1965): In anatolischen Gebirgen. Botanische, forstliche und geologische Studien im Kilikisischen Ala Dag und Ostpontischen Gebirge in Kleinasien, Geschichtsverein für Kärnten, 187 pp. Klagenfurt.
- SCHIECHTL, H.M.
  - (1966): Möglichkeiten und Probleme der Grünverbauung im Hochgebirge. Mitt. d. Österr. Alpenvereines, 21, 3/4: 39 – 41, 1966, Innsbruck.
  - (1966): Sicherung von Hängen durch Grünverbauung. Garten und Landschaft, 6, München.
  - (1966): Ingenieurbiologie im Forstwesen. Schweizerische Zeitschrift für Forstwesen, 3/4: 176 - 185. Zürich.
  - (1967): Wildgräser und Wildkräutersaat in der Grünverbauung. Garten und Landschaft, 2: 48 - 53. München.
  - (1967): Der Einsatz der Grünverbauung zur Haldenbegrünung. Garten und Landschaft, 9: 285 - 292, München.
  - (1967): Die Physiognomie der potentiellen natürlichen Waldgrenze und Folgerungen für die Praxis der Aufforstung in der subalpinen Stufe. Ökologie der alpinen Waldgrenze. Mitt. d. Forstl. Bundesvers. Anst. 75: 5 – 55, Wien.
  - (1967): Die Wälder der anatolischen Schwarzföhre (Pinus nigra Arn. var. pallasiana Asch. et. Graeb.) in Kleinasien. Mitt. Ostalpin – dinarische pflanzensoz. Arbeitsgemeinschaft 7: 109 - 118, Wien.
  - (1967): Slope rehabilitation through Bio –Engineering. Man's Effect on Californian watersheds. Institute of Ecology, Univ. of California, 95 – 122, Davis, U.S.
  - (1969): Materialien und Methoden des Lebendverbaues. Wildbach- und Lawinenverbauung in den Alpen. Handbuch für Landschaftspflege und Naturschutz. BLV, 4: 173 – 185. München.
  - (1969): Die Bewährung von Heckenbuschlage und Strohdecksaat zur Sicherung von Böschungen im Erdbau. Österr. Ingenieur Zeitschr., 114, 6: 208 – 213. Wien.
  - (1969): Die Begrünung neugebauter Schiabfahrten. Schul –u. Sportstättenbau, 4: 32 – 34. Wien.
  - (1969): Die Ermittlung der potentiellen Zirben –Waldfläche im Ötztal. Mitt. Ostalp.–din. Ges. f. Vegetkde, 11: 197 – 204, Innsbruck.
  - (1970): Zur Frage der Wiederaufforstung von Sonnenhängen in den Hochlagen der Innenalpen. Allg. Forstz., 81, 1:, 312 – 314, Wien.
- JAHN, E., H.M. SCHIECHTL & G. SCHIMITSCHEK
  - (1970): Möglichkeiten der natürlichen und künstlichen Regeneration einer Waldbrandfläche in den Tiroler Kalkalpen. Ber. Nat.- Med.Verein Innsbruck 58: 355 – 388. Innsbruck.
- PITSCHMANN, H., H. REISIGL, H.M. SCHIECHTL & R. STERN
  - (1970): Karte der aktuellen Vegetation von Tirol 1:100.000, Blatt Innsbruck/Stubaier Alpen (6) Doc Carte Vegetation des Alpes, VIII: 7 - 34, Grenoble.
- SCHIECHTL, H.M.
  - (1971): Maßnahmen zur Erhaltung der alpinen Landschaft und zum Erosionsschutz in Österreich. Alpwirtsch. Monatsblätter. 105: 14 – 26. Scheffisburg,
- CH. DRAGOGNNA G. & H.M. SCHIECHTL
  - (1971): Nell'area del porfido quarzifero di Bolzano: il „ neroverde” contro l'erosione delle scarpate. Monti e boschi. XXII, 6, VI / 31 – 36,Bolzano.
- PITSCHMANN H., H. REISIGL H., H.M. SCHIECHTL & R. STERN
  - (1971): Karte der aktuellen Vegetation von Tirol 1:100.000, Blatt Zillertaler und Tuxer Alpen (7) Doc Carte Vegetation des Alpes, IX: 109 - 132, Grenoble. © Naturwiss.-med. Ver. Innsbruck; download unter www.biologiezentrum.at 319
- SCHIECHTL, H.M.
  - (1972): Grundsätzliches zur Wiederbewaldung inneralpiner Sonnenhänge. Mitt. d. Forstl. Bundesvers. Anst., 96: 5 – 22.Wien.
- SCHIECHTL, H.M. & E. WATSCHINGER
  - (1972): Erosionsschutz durch Berasung bei der Wildbachverbauung in Südtirol. Garten und Landschaft, 10: 506 –507.München.
- SCHIECHTL, H.M.
  - (1972): Probleme und Verfahren der Begrünung extremer Standorte im Voralpen und Alpenraum. Rasen – Turf –Gazon, 1: 1 – 6, München.
  - (1973): Tirols Wälder und Vegetation. Allg. Forstzeitschr., 28, 32: 748 – 750. München.
  - (1973): Wiederbewaldung von Extremstandorten – Grundlagen und Voraussetzungen in den Hochlagen und auf Rohböden. Allg. Forstzg., 84, 10: 243 – 245. Wien.
  - (1973): Die Begrünung von Erdhöckern und Leitwerken in der Lawinenverbauung. Garten und Landschaft, 11: 512 – 516. München.
  - (1973): Sicherungsarbeiten im Landschaftsbau. Grundlagen – lebende Baustoffe – Methoden. 244 pp., Callwey –Verlag. München.
- PITSCHMANN, H., H. REISIGL, H.M. SCHIECHTL & R. STERN
  - (1973): Karte der aktuellen Vegetation von Tirol 1:100.000, Blatt Silvretta und Lechtaler Alpen (5) Doc. Cartographie Ecologique, 11: 33 - 48, Grenoble.
  - (1974): Karte der aktuellen Vegetation von Tirol 1:100.000, Blatt Hohe Tauern und Pinzgau (8) Doc. Cartographie Ecologique 13: 17 - 32, Grenoble.
- SCHIECHTL, H.M.
  - (1974): Rasen als Baustoff für Sicherungsarbeiten im alpinen Landschaftsbau. Rasen- Turf-Gazon, 2: 39 – 43. München.
- SCHIECHTL, H.M. & R. STERN
  - (1974): Vegetationskartierung – Durchführung und Anwendung in Forschung und Praxis. Sonderband „ 100 Jahre Forstl. Bundesvers. Anst.“ 273 – 308, Wien.
- SCHIECHTL, H.M.
  - (1975): Die Vegetation Tirols. In: Hochwasser – und Lawinenschutz in Tirol. Exkursionsführer der 3. Interpraeventtagung, 64 – 82. Innsbruck.
- SCHIECHTL, H.M. & R. STERN
  - (1975): Karte der aktuellen Vegetation von Tirol 1:100.000, Blatt Osttirol (12) Doc. Cartographie Ecologique, XV: 59 - 72, Grenoble.
  - (1975): Die Zirbe (Pinus cembra) in den Ostalpen, I. Teil Ötztaler Alpen und westliche Stubaier Alpen. Angew. Pflanzensoziologie, 22, 84 pp., Wien.
  - (1976): Karte der aktuellen Vegetation von Tirol 1:100.000, Blatt Pustertal, Brixen (11) Doc. Cartographie Ecologique, XVII: 73 - 84, Grenoble.
- SCHIECHTL, H.M.
  - (1976): Zur Begrünbarkeit von künstlich geschaffener Schneisen in Hochlagen. Jahrbuch Verein zum Schutze der Alpenpflanzen und –tiere, 41: 53 – 75. München.
  - (1977): Ingenieurbiologische Maßnahmen und ihre technische, ökologische, landschaftsarchitektonische und ökonomische Auswirkung im Landschaftsbau. In: Natur und Mensch im Alpenraum. Ludwig Boltzmann- Institut, 127 – 142. Graz.
  - (1978): Umweltfreundliche Hangsicherung. Geotechnik, 1: 10 – 21, Stuttgart.
  - (1978): Entwicklung und Lebensdauer Ingenieutbiologischer Verbauungen. Garten und Landschaft, 11: 745 –756, München.
  - (1978): Ingenieurbiologische Methoden und Anwendungen. Verbauungsmöglichkeiten im Rahmen des Nationalstraßenbaues in der Levantina. Schweizer Bauzeitung 51/52, 96: 988 – 999. Zürich.
  - (1978): Probleme der ingenieurbiologischen Begrünungsverfahren im Gebirge. Akademie f. Natur- und Landschaftsschutz Tagungsbericht 2/78: 8 – 16, Lauffen (D).
  - (1978): Vegetationskartierung als Grundlage für Landes- und Regionalplanung, Raumordnung und Flächenwidmungsplanungen. Innsbrucker geographische Studien, 6: 107 – 119, Festschrift Leidlmeier. Innsbruck,
- KLÖTZLI, F. & H.M. SCHIECHTL
  - (1979): Schipisten – tote Schneisen durch die Alpen. Kosmos, 12: © Naturwiss.-med. Ver. Innsbruck; download unter www.biologiezentrum.at 320 954 - 962, Stuttgart.
- SCHIECHTL, H.M. & R. STERN
  - (1979): Die Zirbe (Pinus cembra) in den Ostalpen, II. Teil Silvretta, Samnaun Verwall, Lechtaler und Allgäuer Alpen. Angew. Pflanzen-soziologie, 24: 78 pp., Verbreitungskarten 1: 50.000. Wien.
  - (1979): Die heutige Vegetation in der Kulturlandschaft der Hohen Tauern. Nationalpark Hohe Tauern, Berichte und Informationen, 5/79: 21 - 29. Nat. Park Komm. Hohe Tauern, Matrei i. O.
- HORSTMANN, K. & H.M. SCHIECHTL
  - (1979): Künstliche Schaffung von Ökozellen. Garten und Landschaft, 33: 175 – 178, München.
- SCHIECHTL, H.M.
  - (1980): Bioengineering for land reclamation and conservation. 404 pp., University of Alberta Press, Canada.
  - (1980): Erfahrungen mit Schipistenbegrünung im Alpenraum. Vegetationstechnik, 2: 70 – 76, Patzer Verlag Berlin/Hannover.
- SCHIECHTL, H.M. & I. NEUWINGER
  - (1980): Regeneration von Vegetation und Boden nach Einstellung der Beweidung und Bodenstreunutzung in einem zentralalpinen Hochlagen- Aufforstungsgebiet. Mitt. Forstl. Bundesvers. Anst.,129: 63 – 80, Wien.
- SCHIECHTL, H.M. & R. STERN
  - (1980): Ergebnisse aus der Vegetationskartierung, Gemeinde Schnals. Natur und Land, 4, 66, 121 – 128, Wien.
- PITSCHMANN, H.,H. REISIGL, H.M. SCHIECHTL & R. STERN
  - (1980): Karte der aktuellen Vegetation von Tirol 1:100.000, Blatt Ötztaler Alpen (10) Doc. Catographie Ecologique, XXIII: 47 - 68, Grenoble.
- SCHIECHTL, H.M.
  - (1982): Ingenieurbiologische und kombinierte Bauweisen an Fließgewässern. Landschaftswasserbau, 3: 141 – 188, Wien.
  - (1982): Pflanzenauswahl, Pflanzenbeschaffung, Pflege und Kosten ingenieurbiologischer Arbeiten. Landschaftswasserbau, 3: 189 – 216, Wien.
  - (1982): Der Bau von Wintersportanlagen. Allg. Forstz., 93, 4: 95 – 96, Wien.
  - (1982): Stehen Ökologie und Ökonomie im Gegensatz zu einander? Bericht Symposium Lebensraum Alpen, 63 – 71, Innsbruck.
  - (1982): Die Vegetationskartierung in Tirol. Tiroler Forstdienst., 25, 2, 7, Innsbruck.
- SCHIECHTL, H.M., R. STERN & H. ZOLLER
  - (1982): Karte der aktuellen Vegetation von Tirol 1:100.000, Blatt Silvretta, Engadin – Vintschgau (9) Doc. Cartographie Ecologique, XXV: 67 - 88, Grenoble.
- SCHIECHTL, H.M. & R. STERN
  - (1983): Die aktuelle Vegetation der Hohen Tauern – Erläuterungen zu den Vegetationskarten 1: 25000 Matrei i. O. Nord und Süd (152) und Großglockner Nord und Süd (153). 4 Kartenblätter. Veröff. Österr. MaB-Programm 7: 34 – 60, Univ. Verl. Wagner, Innsbruck.
  - (1983): Die Zirbe (Pinus cembra) in den Ostalpen, III. Teil, Stubaier Alpen, Wipptal, Zillertaler Alpen. Angew. Pflanzensoziologie, 27, 110 pp. Verbreitungskarten 1: 50.000. Wien.
- MEISEL, K., H.M. SCHIECHTL & R. STERN
  - (1983): Karte der aktuellen Vegetation von Tirol 1:100.000, Blatt Kitzbühler Alpen (4). Doc. Cartographie Ecologique, XXVI: 29 - 48. Grenoble.
- SCHIECHTL, H.M.
  - (1983): Die Pflanze als Mittel zur Bodenstabilisierung. Ber. Int. Symposium Gumpenstein 1982, Wurzelökologie und ihre Nutzanwendung.
  - (1983): Gehölze an Autobahnen. Welche sind auf Dauer salzresistent? Garten und Landschaft, 11: 876 – 882, München.
  - (1983): Bestanderhaltendes Bauen im Naturschutzgebiet. Neue Erfahrungen beim Bau der Münchner Fernwasserleitung durch die Pupplinger Au. Garten und Landschaft, 11: 857 – 861, München. © Naturwiss.-med. Ver. Innsbruck; download unter www.biologiezentrum.at 321
  - (1983): Gedanken über Auwälder. Tiroler Forstdienst, 26, 4,7, Innsbruck.
- MEISEL, K., H.M. SCHIECHTL & R. STERN
  - (1984): Karte der aktuellen Vegetation von Tirol 1:100.000, Blatt Karwendelgebirge/Unterinntal (3) . Doc. Cartographie Ecologique, XXVII: 65 - 84. Grenoble.
- SCHIECHTL, H.M., R. STERN & K. ZUKRIGL
  - (1984): Die Zirbe in den Ostalpen, IV. Teil. Hohe Tauern West. Angewandte Pflanzensoziologie, 28: 1 - 99, Wien.
- SCHIECHTL, H.M.
  - (1985): Pflanzen als Mittel zur Bodenstabilisierung. Jahrb. d. Ges. f. Ing. Biol., 2: 50 – 62, Aachen.
- SCHIECHTL, H.M. & R. STERN
  - (1985): Vegetation.Blätter Matrei i. O. (ÖK 152) und Großglockner(ÖK 153), Erläuterungen zur Karte der aktuellen Vegetation 1:25000. Wiss. Schriften Nationalpark Hohe Tauern 1, 1 – 64, Univ. Verlag Wagner, Innsbruck.
- SCHIECHTL, H.M.
  - (1986): Bioingegneria forestale. Basi - materiali di construzione vivi-metodi. 263pp., Edizione Castaldi, Feltre (It).
  - (1986) Hubschraubereinsatz für die wissenschaftliche Arbeit der Forstlichen Bundesversuchsanstalt. Tiroler Forstdienst, 29: 1, 6 – 7, Innsbruck.
- BEGEMANN W. & H.M. SCHIECHTL
  - (1986): Ingenieurbiologie, Handbuch zum naturnahen Wasser- und Erdbau, 216 pp., Bauverlag Wiesbaden.
- SCHIECHTL, H.M.
  - (1986): Lärmschutzwände. Garten und Landschaft , 5: 51 – 54, München.
  - (1986): Sicherung hoher Böschungen durch Anwendung ingenieurbiologischer Bauweisen. 8. Donau- Europäische Konferenz über Bodenmechanik und Grundbau, 177 – 182, Nürnberg.
  - (1987): Böschungssicherung mit ingenieurbiologischen Bauweisen. Grundbau Taschenbuch Teil 3, 217 – 314, Ernst u. Sohn, Berlin.
  - (1987): Entscheidungshilfen für die Böschungssicherung im Forstwegebau durch Ansaaten. Österr. Forstzeitung, 6: 14 – 16, Wien.
  - (1987): Karten der aktuellen Vegetation und der potentiellen natürlichen Vegetation von Tirol 1:300.000. Tirol – Atlas. Univ. Verlag Wagner Innsbruck.
  - (1987): Die Vegetationskartierung in der Forstlichen Bundesversuchsanstalt. Österr. Forstzeitung, 12: 43 – 46, Wien.
  - (1987): Böschungssicherung mit ingenieurbiologischen Baumethoden. Rasen – Turf - Gazon, 4: 110 – 112, Bonn.
- SCHIECHTL, H.M.,R. STERN & K. MEISEL
  - (1987): Karte der aktuellen Vegetation von Tirol 1:100.000, Blatt Lechtaler – Wetterstein (2) Doc. Cartographie Ecologique, XXX: 25 - 48, Grenoble.
- SCHIECHTL, H.M.
  - (1988): Böschungssicherung mit ingenieurbiologischen Methoden im Alpenraum. Jahrb. d. Ges. f. Ing. Biologie, 3: 50 – 77, Aachen.
  - (1988): Geschichte der Vegetationskartierung in Tirol . Begleittext zu den Karten der aktuellen und potentiellen natürlichen Vegetation. 1 : 300.000 Tirol - Atlas, Begleittexte Heft X: 9 – 25, Univ. Verlag Wagner, Innsbruck.
  - (1988): Ingenieurbiologische Maßnahmen und ihre technischen und ökologischen Auswirkungen im Landschaftsbau. Atti del Simposio della Societa Estalpino- Dinarica di fitosoziologia, 161 – 178, Feltre (It).
  - (1989): Eine Lanze für die Begleitholzarten. Österr. Forstzeitg. 10: 30 – 36, Wien.
- SCHIECHTL, H.M. & G. SAULI
  - (1989): Nuove techniche di bioingegneria nei ripiestrini di cave e miniere. Suolosottosuolo 3: 1347 – 1356, Torino.
- SCHIECHTL, H.M.
  - (1990): 35 Jahre naturnahes Bauen beim Wasserkraftwerkbau. Österr. Wasserwirtschaft, 42, 11/12, 295 – 301, Wien
  - (1990): Esempi concreti di consolidamento di scarpate e sponde fluviatili. Acer 6: 13 – 15. Milano.
- SCHIECHTL, H.M. & R. STERN
  - (1992): Handbuch für naturnahen Erdbau. Eine Anleitung für ingenieurbiologische Bauweisen. 153 pp., Österr. Agrarverlag, Wien. © Naturwiss.-med. Ver. Innsbruck; download unter www.biologiezentrum.at 322
- SCHIECHTL, H.M. & R. STERN
- (1992): Ingegneria naturalistica. Manuale delle opere in terra, 163 pp., Castaldi Verlag, Feltre.
- SCHIECHTL, H.M.
  - (1992): Weiden in der Praxis. Die Weiden Mitteleuropas, ihre Verwendung und Bestimmung. 130 pp. Verlag Patzer Hannover, Berlin.
  - (1993): Landschaftspflege und Kraftwerksbau – kein Widerspruch. Österr. Forstzeitung, 1, 32 - 34, Wien.
- SCHIECHTL, H.M. & R. STERN
  - (1994): Handbuch für naturnahen Wasserbau. Eine Anleitung für ingenieurbiologische Bauweisen, 204 pp., Österr. Agrarverlag, Wien.
- BEGEMANN, W. & H.M. SCHIECHTL
  - (1994): Ingenieurbiologie. Handbuch zum ökologischen Wasser und Erdbau. 203 pp. Bauverlag Wiesbaden. 2,Aufl.
- SCHIECHTL, H.M. & R. STERN
  - (1996): Ground Bioengeneering Techniques for slope protection and erosion control. 146 pp., Blackwell Science, Oxford.
  - (1997): Water Bioengeneering Techniques for watercourse Bank and Shorelines Protection. 186 pp., Blackwell Science, Oxford.
- SCHIECHTL, H.M.
  - (1996): Salici nell'uso pratico. 178 pp., Edizioni ARCA, Trento.
  - (1996): Die Verwendung von Weiden für ingenieurbiologische Sicherungsarbeiten und die Gefahr einer Florenverfälschung. Jb. 6, Ges. f. Ingenieurbiologie, Aachen.
  - (1996): Die Wurzelsysteme der Pflanzen als Grundlage für ihre Verwendung zu ingenieurbiologischen Hangsicherungen., Stapfia, 50: 295 – 307, Linz.
  - (1997): Gedanken über die Ingenieurbiologie. Zeitschr. für Ingenieur-biologie 2, 36 – 37, Zürich.
  - (1997): Ingenieurbiologische Hangsicherungen in Griechenland. Neue Landschaft, 9: 674 - 678, Berlin, Hannover.
  - (1997): Possibilita per i metodi dell' ingegneria naturalistica nelle zone subalpine ed alpine. Revue Valdotaine d'histoire Naturell, 51: 327 – 333 , Torino.
- SCHIECHTL, H.M. & R. STERN
  - (1997): Ingegneria naturalistica. Manuale delle costruzioni idrauliche. 174 pp., Edizione Arca, Trento.
- BEGEMANN, W. & H.M. SCHIECHTL
  - (1997): Ingenieurbiologie. Handbuch zum ökologischen Wasser und Erdbau. 243 pp., Japanese Language, Orion Literary Agency, Tokyo.
- SCHIECHTL, H.M.
  - (1998): Uferschutz mit ingenieurbiologischen Bauweisen. Neue Landschaft ,11: 826 – 832, Berlin/Hannover.
  - (1998): Die Bedeutung der Erlen in der alpinen Ingenieurbiologie. Jb. Ges. f. Ingenieurbiologie, 7: 201 – 211, Aachen.
- BEGEMANN, W. & H.M. SCHIECHTL
  - (1999): Inzynieria ekologizna u bucownictwie wodnym i ziemnym. 199 pp., Wydawnictwo Arkady, Warszawa.
- SCHIECHTL, H.M.
  - (2000): Die Entwicklung der Ingenieurbiologie in Österreich. Österr. Ingenieur und Architekten- Zeitschrift, 145, 4: 132 - 138, Wien.
  - (2001): Böschungssicherung mit ingenieurbiologischen Bauweisen. Grundbau Taschenbuch 6. Auflage, 747 – 846, Ernst u. Sohn, Berlin.
- SCHIECHTL, H.M. & G. GÄRTNER
  - (2001): Wildfrüchte in Europa. Schätze eines Kontinents. 311 pp., Beerenkamp Verlag, Hall in Tirol (A).
- SCHIECHTL, H.M. & R. STERN
  - (2002): Naturnaher Wasserbau. Anleitung für ingenieurbiologische Bauweisen. 229 pp., Ernst u. Sohn, Berlin.